# Тобагский древолаз
Тоба́гский древола́з (лат. Mannophryne olmonae) — вид бесхвостых земноводных из семейства Aromobatidae.
Эндемик острова Тобаго. Этот вид встречается в тропических лесах в горных районах на северо-востоке острова Тобаго (Тринидад и Тобаго) на высоте от 120 до 360 м. Яйца откладываются на суше. Самец переносит головастиков в воду.
Популяция этого вида значительно сократилась за последние 20 лет. Причины снижения численности неизвестны.